# NGC 2071
NGC 2071 هي مجرة تتبع كوكبة الجبار. اكتشفها ويليام هيرشل في 1786.

## روابط خارجية
- NGC 2071 على موقع ويكي سكاي: DSS2, SDSS, GALEX, IRAS, Hydrogen α, X-Ray, Astrophoto, Sky Map, Articles and images